# Estatua de Antínoo (Delfos)
La Estatua de Antínoo en Delfos es una escultura antigua que fue encontrada durante las excavaciones en Delfos.
Antínoo era un joven griego de extraordinaria belleza procedente de Bitinia, que se convirtió en el amado compañero o amante del emperador romano Adriano pero que luego murió ahogado en el Nilo en circunstancias misteriosas.

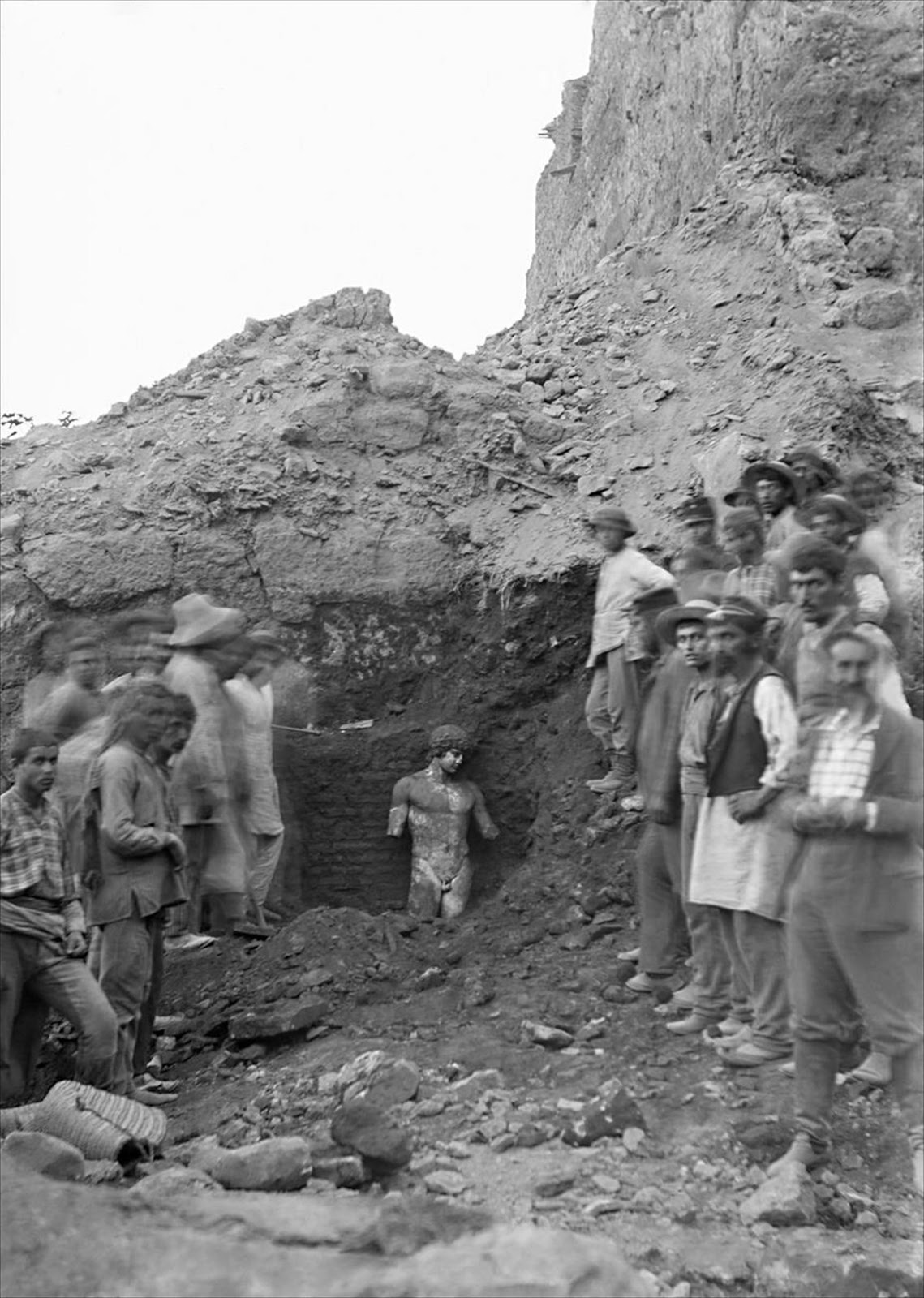
Descubrimiento en 1894.

Desconsolado por la muerte de Antínoo, Adriano, que era un admirador y apasionado devoto de la Antigüedad clásica griega, y también mecenas del Oráculo de Delfos, ordenó que se colocaran estatuas del hermoso joven, a quien había amado tan apasionadamente, por todos los santuarios y ciudades de su vasto imperio. Además decretó la institución y establecimiento de Juegos en honor de Antínoo, quien a partir de entonces fue honrado y adorado como un dios. Así fue que se erigió una estatua de Antínoo dentro del santuario de Delfos, después de su muerte, en el año 130 d. C., y fue una de sus estatuas de culto más bellas e impresionantes.
Durante las excavaciones, la estatua fue descubierta todavía en posición vertical sobre su pedestal, junto a la pared de una cámara de ladrillo, anexa al templo sagrado. Las monedas romanas acuñadas en honor a Antínoo muestran la estatua acompañada del epíteto "Propileo", de lo que es legítimo deducir que originalmente estaba colocada a la entrada del santuario. Posteriormente sufrió daños y se rompió a la altura de las rodillas, por lo que hubo que trasladarla más cerca del templo de Apolo, en una especie de capilla, donde fue encontrado durante las excavaciones en relativamente buen estado, solo le faltan los antebrazos. Sus características idealizadas así como el intenso pulido de su superficie de mármol con un aceite especial (que le ayudó a sobrevivir reluciente y en excelentes condiciones) y luego policromada indican que pertenece a la época adrianea.
La cabeza del joven Antínoo está inclinada hacia un lado como en estado reflexivo. Alrededor de su espesa y magistralmente esculpida cabellera (que rodea el rostro y cae sobre la frente y las mejillas, dando un aire lúgubre a su bella y vanidosa figura juvenil), se ven varios agujeros por los que antiguamente se sujetaba una corona de laurel de bronce. Su cuerpo está tallado en la desnudez propia de las figuras de dioses y héroes en la antigüedad clásica, y la postura en típico contrapposto.